# Horse Heaven (Oregon)
Horse Heaven (más néven Horseheaven) az Amerikai Egyesült Államok északnyugati részén, Oregon állam Jefferson megyéjében elhelyezkedő önkormányzat nélküli település.
A posta vezetője, Frank E. Lewis által 1946-ban írt levél szerint a település nevét a környék vadlovairól kapta. A hivatal első vezetője Mary E. Finnall volt; a küldeményeket hetente kétszer továbbították Ashwoodból. A helység az azonos nevű hegy és patak névadója.
Miután a térségben cinnabaritot találtak, 1934-ben megindult a kitermelés. A kohó 1944-ben leégett, de 1955-től újra működött. A létesítmény az 1958-as bányaomláskor szűnt meg. 2005-ben az állami környezetvédelmi hivatal a térség higany- és arzénmentesítésére tett javaslatot.

## Fordítás
- Ez a szócikk részben vagy egészben  a   Horse Heaven, Oregon című angol Wikipédia-szócikk ezen változatának fordításán alapul.  Az eredeti cikk szerkesztőit annak laptörténete sorolja fel. Ez a jelzés csupán a megfogalmazás eredetét és a szerzői jogokat jelzi, nem szolgál a cikkben szereplő információk forrásmegjelöléseként.